# Summersad 4
Summersad 4 è un singolo del gruppo musicale italiano La Sad e del cantautore e rapper italiano Naska, pubblicato il 16 giugno 2023 come primo estratto dal secondo album in studio de La Sad Odio La Sad.

## Descrizione
Il brano, scritto da Matteo Botticini, Diego Caterbetti, Francesco Emanuele Clemente e Enrico Fonte, è il quarto singolo della saga Summersad.

## Video musicale
Il video musicale, diretto da Bruno Nogarotto, è stato pubblicato sul canale YouTube del gruppo il 19 giugno 2023.

## Tracce
Testi e musiche di Matteo Botticini, Francesco Emanuele Clemente, Enrico Fonte, Diego Caterbetti, prodotto da Matteo Botticini, Omar Sadaka, Andrea Fusin.
1. Summersad 4 – 2:59